# Альбан Меха
Альбан Меха (алб. Alban Meha, нар. 26 квітня 1986, Тітова-Мітровіца) — косовський та албанський футболіст, півзахисник клубу «Коньяспор» та національної збірної Косова.

## Клубна кар'єра
Народився 26 квітня 1986 року в місті Тітова-Мітровіца, СФРЮ (нині — Косовська Мітровіца, Косово).  Через війну в Косово сім'я Альбана мігрувала в Німеччину в 1991 році і оселилася в місті Остфільдерн.
Вихованець футбольної школи клубу «Штутгартер Кікерс», у складі якого виступав у Бундеслізі U-19, а також у дублі, проте до першої команди так і не пробився. 
У січні 2006 року Меха покинув «Штутгартер» і грав в Вербандслізі Вюртемберг за «Кірхгайм».
Своєю грою за останню команду привернув увагу представників тренерського штабу «Ройтлінгена» з Регіоналліги, до складу якого приєднався влітку 2007 року. Відіграв за ройтлінгенський клуб наступні три сезони своєї ігрової кар'єри. Більшість часу, проведеного у складі «Ройтлінгена», був основним гравцем команди.
У сезоні 2010/11 Меха виступав за «Айнтрахт» (Трір), після чого перейшов у клуб Другої Бундесліги «Падерборн 07» в липні 2011 року. 17 липня 2011 року він дебютував у ній, вийшовши у стартовому складі в гостьовому матчі проти «Ганзи». Через місяць Меха забив свій перший гол у чемпіонаті в гостьовому поєдинку проти дрезденського « Динамо». 2014 року клуб зайняв 2 місце і вийшов до Бундесліги, у якій Альбан і дебютував з клубом у наступному сезоні, зігравши лише у 18 матчах і забивши в них 3 голи. Проте «Падерборн» зайняв останнє 18 місце в чемпіонаті і знов понизився у класі.
Після вильоту «Падерборна», 9 червня 2015 року Меха перейшов до клубу турецької Суперліги «Коньяспора» на правах вільного агента. Відтоді встиг відіграти за команду з Коньї 24 матчі в національному чемпіонаті.

## Виступи за збірні
7 вересня 2012 року дебютував в офіційних іграх у складі національної збірної Албанії у домашньому матчі проти збірної Кіпру (3:1), що проходив в рамках відбіркового турніру до чемпіонату світу 2014 року. Меха вийшов у стартовому складі і зробив гольову передачу на Армандо Садіку, який відкрив рахунок у матчі. Перший гол за Албанію Меха забив 26 березня 2013 року у товариській грі проти збірної Литви, відкривши рахунок у матчі на 33-й хвилині. Всього до 2015 року Альбан провів у формі головної команди країни 7 матчів, забивши 2 голи.
15 серпня 2016 року Меха оголосив, що він буде грати за рідну збірну Косова, яка незадовго до того отримала визнання УЄФА. У її складі дебютував 5 вересня у матчі відбору до чемпіонату світу 2018 року проти збірної Фінляндії (1:1).
| Дата       | Місто    | Господарі | Результат | Гості    | Турнір            | Голи | Примітки |
| ---------- | -------- | --------- | --------- | -------- | ----------------- | ---- | -------- |
| 7-9-2012   | Тирана   | Албанія   | 3 – 1     | Кіпр     | Відбір до ЧС 2014 | -    | 45'      |
| 11-9-2012  | Люцерн   | Швейцарія | 2 – 0     | Албанія  | Відбір до ЧС 2014 | -    | 45'      |
| 12-10-2012 | Тирана   | Албанія   | 1 – 2     | Ісландія | Відбір до ЧС 2014 | -    |          |
| 26-3-2013  | Тирана   | Албанія   | 4 – 1     | Литва    | товариський матч  | 1    |          |
| 15-11-2013 | Анталья  | Білорусь  | 0 – 0     | Албанія  | товариський матч  | -    | 65'      |
| 5-3-2014   | Дуррес   | Албанія   | 2 – 0     | Мальта   | товариський матч  | 1    | 65'      |
| 8-10-2015  | Ельбасан | Албанія   | 0 – 2     | Сербія   | Відбір до ЧЄ 2016 | -    | 83'      |
| Усього     |          | Матчів    | 7         |          | Голів             | 2    |          |

## Титули і досягнення
- Володар Кубка Туреччини (1):

«Коньяспор»: 2016-17